# St. Joseph Village (San Fernando)
St. Joseph Village es una villa de Trinidad y Tobago, que forma parte de la ciudad de San Fernando.

## Geografía
La villa abarca parte de la isla Trinidad y limita al norte con Maraj Lands, al sur con Mon Repos, al este con Tarouba y Cocoyea Village y al oeste con Vistabella, San Fernando y Mon Repos.

## Demografía
Datos demográficos de la villa de St. Joseph Village':
| Gráfica de evolución demográfica de St. Joseph Village entre 2000 y 2011 |
|                                                                          |